# Mazkeret Batya Silverbacks 2017-2018
Questa voce raccoglie le informazioni riguardanti i Mazkeret Batya Silverbacks nelle competizioni ufficiali della stagione 2017-2018.

## Israel Football League 2017-2018

### Pre-season
| Mazkeret Batya 3 novembre 2017, ore 10:00 | Mazkeret Batya Silverbacks | 14 – 22 (0-6 0-8 14-0 0-8) referto | Tel Aviv Pioneers | Mazkeret Batya Field (26 spett.)\| Arbitro: \| Ben Tibi \| |
| Arbitro:                                  | Ben Tibi                   |                                    |                   |                                                            |

| Mazkeret Batya 10 novembre 2017, ore 10:00 | Mazkeret Batya Silverbacks | 17 – 24 (0-18 7-6 10-0 0-0) referto | Beersheva Black Swarm | Mazkeret Batya Field (28 spett.)\| Arbitro: \| Barak Zinger \| |
| Arbitro:                                   | Barak Zinger               |                                     |                       |                                                                |

### Stagione regolare
| Mazkeret Batya 17 novembre 2017, ore 10:00 | Mazkeret Batya Silverbacks | 7 – 14 (0-7 0-7 0-0 7-0) referto | Haifa Underdogs | Mazkeret Batya Field (24 spett.)\| Arbitro: \| Roy Friedman \| |
| Arbitro:                                   | Roy Friedman               |                                  |                 |                                                                |

| Gerusalemme 30 novembre 2017, ore 20:00 | Judean Rebels | 22 – 14 (0-6 6-0 8-0 8-8) referto | Mazkeret Batya Silverbacks | Kraft Sports Campus (69 spett.)\| Arbitro: \| Roy Friedman \| |
| Arbitro:                                | Roy Friedman  |                                   |                            |                                                               |

| Mazkeret Batya 8 dicembre 2017, ore 10:00 | Mazkeret Batya Silverbacks | 14 – 6 (0-0 7-6 7-0 0-0) referto | Tel Aviv Pioneers | Mazkeret Batya Field (20 spett.)\| Arbitro: \| Roy Friedman \| |
| Arbitro:                                  | Roy Friedman               |                                  |                   |                                                                |

| Abu Snan 22 dicembre 2017, ore 10:00 | Haifa Underdogs | 14 – 7 (0-0 7-7 0-0 7-0) referto | Mazkeret Batya Silverbacks | (43 spett.)\| Arbitro: \| Luz \| |
| Arbitro:                             | Luz             |                                  |                            |                                  |

| 5 gennaio 2018, ore 10:00 | Mazkeret Batya Silverbacks | 0 – 8 | Judean Rebels |  |

| 12 gennaio 2018, ore 10:00 | Mazkeret Batya Silverbacks | 46 – 0 | Beersheva Black Swarm |  |

| 20 gennaio 2018, ore 20:00 | Tel Aviv Pioneers | 42 – 12 | Mazkeret Batya Silverbacks |  |

| 9 febbraio 2018, ore 10:00 | Mazkeret Batya Silverbacks | 21 – 36 | Jerusalem Lions |  |

| 23 febbraio 2018, ore 10:00 | Petah Tikva Troopers | 36 – 28 | Mazkeret Batya Silverbacks |  |

| 3 marzo 2018, ore 21:00 | Beersheva Black Swarm | 14 – 6 | Mazkeret Batya Silverbacks |  |

### Playoff
| Petah Tiqwa 8 marzo 2018, ore 20:30 | Petah Tikva Troopers | 38 – 6 (14-0 24-6 0-0 0-0) referto | Mazkeret Batya Silverbacks | HaMoshava Practice Field (52 spett.)\| Arbitro: \| Koussevitsky \| |
| Arbitro:                            | Koussevitsky         |                                    |                            |                                                                    |

### Statistiche di squadra
| Competizione      | %Vittorie | In casa | In casa | In casa | In casa | In casa | In casa | In trasferta | In trasferta | In trasferta | In trasferta | In trasferta | In trasferta | Totale | Totale | Totale | Totale | Totale | Totale |
| Competizione      | %Vittorie | G       | V       | N       | P       | Pf      | Ps      | G            | V            | N            | P            | Pf           | Ps           | G      | V      | N      | P      | Pf     | Ps     |
| ----------------- | --------- | ------- | ------- | ------- | ------- | ------- | ------- | ------------ | ------------ | ------------ | ------------ | ------------ | ------------ | ------ | ------ | ------ | ------ | ------ | ------ |
| Preseason         | .000      | 2       | 0       | 0       | 2       | 31      | 46      | 0            | 0            | 0            | 0            | 0            | 0            | 2      | 0      | 0      | 2      | 31     | 46     |
| Stagione regolare | .200      | 5       | 2       | 0       | 3       | 88      | 64      | 5            | 0            | 0            | 5            | 67           | 128          | 10     | 2      | 0      | 8      | 155    | 192    |
| Playoff           | .000      | 0       | 0       | 0       | 0       | 0       | 0       | 1            | 0            | 0            | 1            | 6            | 38           | 1      | 0      | 0      | 1      | 6      | 38     |
| Totale            | .154      | 7       | 2       | 0       | 5       | 119     | 110     | 6            | 0            | 0            | 6            | 73           | 166          | 13     | 2      | 0      | 11     | 192    | 276    |